# هلان صفر علي (تشهاردانغة)
هلان صفر علي (بالفارسية: هلان صفرعلی) هي منطقة سكنية تقع في إيران في قسم تشهاردانغة الریفي. يقدر عدد سكانها بـ 145 نسمة.